# Sergio Pison
Sergio Pison (Trieste, 24 maggio 1930 – Trieste, 24 gennaio 1995) è stato un calciatore e allenatore di calcio italiano.

## Carriera

### Calciatore
Dal 1948 al 1951 gioca nella Triestina, dove si fa notare per aver segnato il secondo gol nella vittoria casalinga per 2-0 contro l'Inter, definito "bellissimo" dalla Gazzetta dello Sport.
Lasciato il nordest, si trasferisce al Cagliari, dove rimane per due stagioni. Dal 1953 al 1960 gioca al Padova, per poi passare all'Ascoli.

### Allenatore
Dopo aver guidato il Grosseto, nel 1970-1971 ha allenato la Triestina in Serie C.

## Palmarès

### Club

#### Competizioni nazionali
- Serie C: 1

Cagliari: 1951-1952